# 阮以鼎
阮以鼎（1560年4月18日—1609年），字太乙，号盛唐，直隸桐城縣（今安徽樅陽）阮家享堂人，祖籍京畿道京城（今陝西西安），明朝政治人物，進士出身。

## 生平
萬曆二十五年（1597年）中丁酉科順天鄉試舉人。次年聯捷戊戌科進士。初授户部河南司主事，二十八年典禄米仓。萬曆三十年（1602年）監兌浙江，升员外郎。萬曆三十二年（1604年）督倉德州。次年回部晉郎中，掌浙江司事。萬曆三十七年（1609年）升河南右参政兼按察司僉事，兵备信阳，尋卒于官，享年五十。

## 家族
曾祖阮廷瓒。祖父阮鹗，福建巡撫。父阮自崙。阮以鼎無子，初以二房阮以巽之子阮大鋮為嗣，後改以其弟阮以孚之子阮大錡為嗣。